# Petrolio (Cranio Randagio)
Petrolio è un singolo del rapper italiano Cranio Randagio, pubblicato il 3 novembre 2015 come primo estratto dal secondo album in studio Love & Feelings.

## Descrizione
Si tratta del singolo che il rapper ha pubblicato dopo la sua partecipazione ad X Factor 9, estratto dell'album Love & Feelings.
Il brano prende il nome dal romanzo Petrolio, di Pier Paolo Pasolini, rimasto incompiuto.
Viene pubblicato, infatti, il giorno successivo al 40º anniversario della sua morte.
Il 17 novembre 2016 nella quarta puntata di X Factor 10 viene trasmesso un tributo a Cranio Randagio, con una coreografia sulla base di questo brano.
Il brano è stato certificato disco d'oro il 9 settembre 2019, in riferimento alla settimana 36 del 2019.

## Formazione

### Musicisti
- Cranio Randagio - voce
- Gabriele Centofanti - basso

### Produzione
- Squarta – registrazione, missaggio, mastering
- D.Sigal – produzione (traccia 4)

## Videografia
| Anno | Titolo   | Regista            |
| ---- | -------- | ------------------ |
| 2015 | Petrolio | Superview Filmaker |